# Кумаркино
Кума́ркино (чув. Мăн Хăмăркка) — деревня в Красночетайском районе Чувашской Республики. Входит в состав Испуханского сельского поселения.

## География
Находится в северо-западной части Чувашии на расстоянии приблизительно 10 км на север от районного центра села Красные Четаи.

## История
Известна с 1747 года, когда здесь был учтен 91 житель. В 1835 году было учтено 157 мужчин, в 1879 — 96 дворов и 442 жителя, в 1897—117 дворов и 614 жителей, в 1926—182 двора и 854 жителя, в 1939—888 жителей, в 1979—529. В 2002 году было 146 дворов, в 2010 — 99 домохозяйств. В 1930 году был образован колхоз «Арбаши», в 2010 действовал ООО "КФХ «Никитин».

## Население
Постоянное население составляло 326 человек (чуваши 97 %) в 2002 году, 249 в 2010.